# المستشفى العسكري العام صنعاء
يعد المستشفى العسكري العام صنعاء من أهم المستشفيات الطبية في اليمن وفي عاصمتة صنعاء، والذي يقدم خدمات مجانية لكافة العسكريين من القوات المسلحة اليمنية، ويقع المشتشفى في العاصمة صنعاء مديرية باب شعوب.